# 末日軍團
末日軍團是美國DC漫畫一群超級惡棍所組成的團體，起源於漢娜·巴貝拉（Hanna-Barbera）的動畫連續劇《超級朋友的挑戰》，對抗正義聯盟而組成。自那以後，末日軍團已經納入了主要的DC宇宙，並出現在漫畫中，以及進一步的動畫和真人版改編。

## 起源
在他們出現動畫《超級朋友的挑戰》的每一集中，末日軍團都會制定一個陰謀對抗超級英雄，以及一個佔領世界的陰謀，直到最後被擊敗的故事。 在某些情節中，他們會透過萊克斯·盧瑟在最後一刻來逃脫捕獲。 有時候末日軍團（或其一部分）最終會被逮捕。
“末日的歷史”一集表明，萊克斯·盧瑟組織了12個超級惡棍，組成世界上有史以來最強大，最險惡的組織。

## 其他媒體

### 電影
- 2012年正義聯盟：末日審判
- 2014年正義聯盟：時間困境
- 2015年樂高DC超級英雄：正義聯盟之末日軍團的進攻
- 2016年正義聯盟大戰少年悍將

### 影集
- 1979年超級英雄只是個傳說 (Legends of the Superheroes)
- 2003年The Aquaman & Friends Action Hour
- 2004年無限正義聯盟
- 2008年蝙蝠俠智勇悍將
- 2010年少年正義聯盟
  - “啟示錄”中，該團隊與位於路易斯安那州的光明會所屬的不義聯盟作戰。 該組織的總部和所在地是對末日大廳(Hall of Doom)的致敬[2]。
- 2012年Robot Chicken DC Comics Special
- 2016年明日傳奇
  - 第二季主要反派[3]，由逆閃電組成達米爾·達克（英语：Damien Darhk）及黑暗箭手（英语：Merlyn (DC Comics)），之後更召集冷凍隊長及熱浪加入。
- 2013年少年悍將GO！
- 2019年哈莉·奎茵 (動畫)

## 資料來源
1. ↑  . Screen Rant. 2017-01-25  [2017-12-23]. （原始内容存档于2017-12-23） （美国英语）.
2. ↑  Brandon Vietti. . Brandonvietti.blogspot.com. 2011-11-21  [2018-05-29]. （原始内容存档于2017-09-02）.
3. ↑  Bucksbaum, Sydney. . The Hollywood Reporter. July 23, 2016  [2020-05-24]. （原始内容存档于2016-09-18）.